# Motore sincrono

Rappresentazione del funzionamento di un motore sincrono

Il motore sincrono  è un tipo di motore elettrico in corrente alternata la cui velocità di rotazione è sincronizzata con la frequenza elettrica. Comunemente si tratta di motori con alimentazione trifase, ma i motori sincroni di piccola potenza sono spesso alimentati con la comune tensione monofase disponibile nelle abitazioni. Il motore sincrono è anche detto motore vettoriale  o motore Rowan.
La stessa macchina elettrica che funziona da motore sincrono può essere utilizzata anche come generatore elettrico, e in questo caso è detto alternatore; la maggioranza dei generatori elettrici è in effetti di questo tipo.

## Costruzione
È costituito da un rotore (parte rotante solidale all'albero) su cui sono presenti diversi poli magnetici di polarità alternata creati da magneti permanenti o elettromagneti alimentati in corrente continua (detta corrente di eccitazione), e da uno statore su cui sono presenti gli avvolgimenti del circuito di alimentazione. Le espansioni polari dello statore creano un campo magnetico rotante che trascina le espansioni polari del rotore.
La frequenza meccanica del motore sincrono è:
{\displaystyle f_{R}={\frac {f_{V}}{p}}}
dove fV è la frequenza elettrica (ad esempio in Italia è 50 Hz, negli Stati Uniti è 60 Hz) e p è il numero di coppie di poli per ogni fase presenti nel motore.
Motori con più espansioni polari per fase hanno velocità più basse ma sviluppano più coppia meccanica.

## Funzionamento

Curva di coppia di un motore elettrico sincrono

L'avviamento di questo tipo di motore è relativamente complesso perché ha una curva di coppia impulsiva centrata sulla frequenza della corrente di alimentazione dello statore; questo significa che il rotore ha una coppia di trascinamento solo ed esclusivamente se sta girando alla stessa frequenza della corrente alternata dello statore. Quindi a motore fermo l'applicazione della tensione alternata non è in grado di produrre l'avviamento del motore perché il rotore ha coppia nulla. Per questo, il motore viene inizialmente portato alla velocità di rotazione finale per mezzo di un motore asincrono, quindi, dopo avere scollegato quest'ultimo, viene collegata la tensione di alimentazione alla stessa frequenza di rotazione raggiunta e, successivamente, inserito il carico meccanico utilizzatore. Oltre che avere fisicamente 2 motori in parallelo, questo può anche essere realizzato con motori sincroni appositamente realizzati (forniti di un ulteriore rotore a gabbia di scoiattolo che fornisce il comportamento asincrono), quindi passare al modo sincrono.
Negli ultimi anni l'utilizzo dell'elettronica di potenza ha semplificato drasticamente l'avviamento; infatti consente di regolare sia la tensione (e quindi la corrente) di alimentazione che la frequenza. Così partendo da frequenza nulla e facendola crescere molto gradatamente si aziona con continuità una coppia in grado di accelerare il motore a partire da fermo. Gli azionamenti che consentono questa modalità (inverter o cicloconvertitori) sono realizzati con componenti a semiconduttore come il tiristore o il transistore IGBT (Insulated Gate Bipolar Transistor) e permettono di realizzare sistemi di controllo elettronico della velocità.
Rispetto ad un motore asincrono, il motore sincrono non è in grado di adattarsi a variazioni significative della coppia resistente; infatti, se una volta a regime la rotazione viene frenata o accelerata oltre un certo limite, si innesca una serie di oscillazioni che portano il motore al blocco e possono provocare forti sovracorrenti tali da danneggiare il motore; inoltre va prevista una protezione dalle sovracorrenti.

## Utilizzi
A causa della limitata praticità del motore sincrono, il suo uso con alimentazione diretta dalla rete è limitato a campi di applicazione ove sia richiesta una velocità di rotazione particolarmente precisa e stabile, per esempio nell'industria della carta, dove il perfetto sincronismo di diversi motori consente di evitare la rottura dei fogli. È invece molto usato per azionare carichi a velocità variabile ove alimentato da convertitore statico (inverter), realizzato con magneti permanenti come accade ad esempio nella maggior parte dei veicoli elettrici.
Esistono anche piccoli motori sincroni ad avvio automatico ed alimentazione monofase utilizzati in meccanismi temporizzatori quali i timer delle lavatrici domestiche e un tempo in alcuni orologi, sfruttando la buona precisione della frequenza della rete elettrica.

### Industria automobilistica
YASA (Yokeless and Segmented Armature), una società controllata da Mercedes-Benz, produce motori a flusso assiale (AFM) che hanno alimentato vari veicoli ibridi come la concept car Jaguar C-X75, la Koenigsegg Regera, le Ferrari SF90 Stradale e S96GTB, la Lamborghini Revuelto e veicoli da corsa completamente elettrici come la Lola-Drayson.

## Particolarità
Se la macchina è provvista di avvolgimenti rotorici, al variare della corrente di eccitazione che circola sul rotore, la rete elettrica di alimentazione può vedere un carico di tipo resistivo (ohmico), induttivo o capacitivo:
- se il motore è sottoeccitato sarà visto come ohmico-induttivo;
- se il motore è eccitato adeguatamente può essere visto come carico puramente resistivo: in questa condizione, che è quella di normale funzionamento, si ha il minimo assorbimento di corrente ed il massimo rendimento;
- se il motore è sovraeccitato, sarà visto come ohmico-capacitivo.

Il motore si presenta tanto più con caratteristica ohmica tanto maggiore è la coppia resistente del carico che gli viene applicato all'albero.
Se non si applica nessun carico e si alimenta il motore per ottenere la caratteristica ohmico-capacitiva, si otterrà un condensatore elettrico rotante, poiché la caratteristica ohmica sarà ridotta al minimo.
Questo è utilizzato come sistema di rifasamento soprattutto nelle centrali di trasformazione dell'energia elettrica.
La quantità di energia reattiva che può fornire il condensatore rotante è tanto maggiore quanto maggiore è la sovraeccitazione della macchina.
Il condensatore sincrono, o rifasatore rotante, è oggi perlopiù sostituito da gruppi di rifasamento composti da condensatori statici.